# Samuel Holdheim

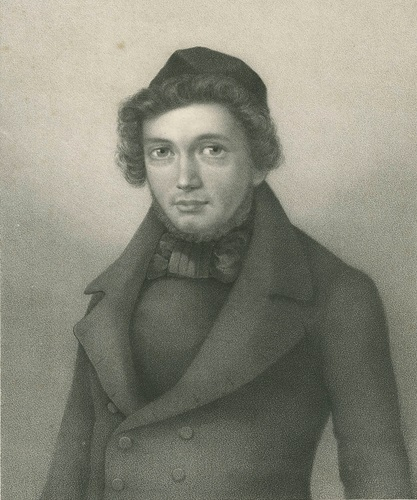
Samuel Holdheim um 1838

Samuel Holdheim (geboren 1806 in Kempen (Südpreußen); gestorben am 22. August 1860 in Berlin) war ein jüdischer Gelehrter und Rabbiner des Reformjudentums.

## Jugend
Samuel Holdheim war der Sohn von Isaak Holdheim. Er absolvierte ein Talmudstudium im Kempen, danach war er Privatlehrer. In den weltlichen Wissenschaften war er Autodidakt. Er war Schüler bei dem Rabbiner Joseph-Joske Spiro in Kurnik, dessen Tochter Reichel er um 1825 heiratete, mit der er ein Kind hatte. Die Ehe wurde jedoch 1835 wieder geschieden.
Ordiniert wurde er von Löb Glogau und Samuel Landau in Prag, von Izak Spitz in Jungbunzlau, von Chaim Deutschmann in Kolín und von anderen österreichischen Rabbinern.
Von 1833 bis 1834 war er Gasthörer der Philosophie an der Karl-Ferdinands-Universität in Prag.
Im August 1836 heiratete er Caecilie Salomon (1813–1889), Tochter des Nathan Salomon aus Frankfurt (Oder). Mit ihr hatte er weitere Kinder.
Im Februar 1839 promovierte er in Leipzig mit der Arbeit Einiges zur Geschichte der Dogmatik der jüdischen Religionslehre.

## Berufsleben und Werke
Samuel Holdheim war von 1836 bis August 1840 Oberrabbiner in Frankfurt (Oder), dann ab Mai 1840 Großherzoglich Mecklenburg-Schwerinscher Landesrabbiner. Er folgte damit, bei abgewandeltem Titel, Josua Falk Albu (1767–1832), dem Ober-Landesrabbiner von Mecklenburg-Schwerin, vierter in der 1763 begonnenen Reihe oberster Rabbinen des Landes. Holdheim wohnte in Schwerin im Rabbinerhaus Großer Moor 12. Als Landesrabbiner folgte ihm David Meyer Einhorn. Am 5. September 1847 wurde Holdheim ins Amt zum ersten Prediger der 1845 gegründeten Reformgenossenschaft zu Berlin eingeführt, als deren entschiedenster Vertreter er bis zu seinem Tode wirkte. Den Titel „Rabbiner“ beanspruchte er neben dem des Predigers weiterhin. In seine Amtszeit fiel die Erbauung (1852/1853) des Tempels in der Johannisstraße 16 nach Plänen des Architekten Friedrich Gustav Alexander Stier (1807–1880).
Sein erbitterter Widersacher in religiösen Reformfragen war Rabbiner Michael Sachs, selbst der alte Rabbinatsassessor Jacob Joseph Oettinger konnte sich der Auseinandersetzung mit Holdheim nicht entziehen. Hier trafen die Fronten des reform- und orthodoxen Judentums aufeinander. Die Auseinandersetzung ging über den Tod von Holdheim hinaus, da Sachs ihn nicht in der Ehrenreihe der Rabbiner begraben wollte und seinen Rücktritt bekanntgab.
Holdheim starb am 22. August 1860 und wurde in der Ehrenreihe der Rabbiner auf dem Jüdischen Friedhof an der Schönhauser Allee bestattet.
Neben mehreren Bänden Predigten und kleineren Aufsätzen veröffentlichte er:
- Über die Autonomie der Rabbinen und das Princip der jüdischen Ehe. Ein Beitrag über einige das Judenthum betreffende Zeitfragen. Kürschner, Schwerin 1843 (Digitalisat)
- Ueber die Beschneidung zunächst in religiös-dogmatischer Beziehung. Kürschner, Schwerin and Berlin 1844 (Digitalisat).
- Geschichte der Entstehung und Entwickelung der jüdischen Reformgemeinde in Berlin, im Zusammenhang mit den jüdisch-reformatorischen Gesammtbestrebungen der Neuzeit. Springer, Berlin 1857 (Digitalisat).

Samuel Holdheim starb 1860 im Alter von 53 oder 54 Jahren in Berlin. Beigesetzt wurde er auf dem Jüdischen Friedhof Schönhauser Allee. Das Grab ist erhalten.
Nach seinem Tod erschien noch eine hebräische Schrift über Ehegesetze (Ma'amar ha-išût, Berlin 1861).

## Ehrungen

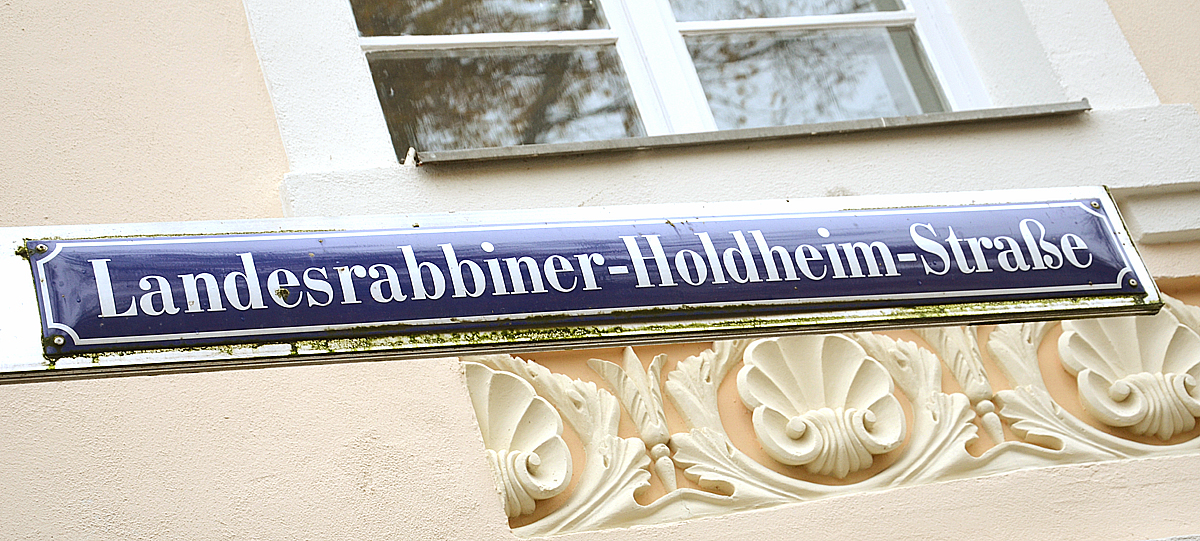
Straßenschild der Landesrabbiner-Holdheim-Straße in der Altstadt von Schwerin

Mit Beschluss vom 25. Januar 2010 wurde zu Ehren Samuel Holdheims die Schweriner Schlachterstraße im Abschnitt der Hausnummern 1–7 in „Landesrabbiner-Holdheim-Straße“ umbenannt.